# Palio rionale
Il Palio rionale era una forma di palio corso con i cavalli nel territorio dei rioni cittadini della città di Siena, in voga fino alla metà del XVIII secolo.
Nel 1729 Violante Beatrice di Baviera, governatrice di Siena in nome dei Lorena, emanò un editto (Nuova divisione dei confini delle Contrade) relativo ai confini delle contrade. Questo editto, passato tout-court nell'ordinamento legislativo del Regno d'Italia al momento dell'annessione della Toscana, stabiliva in modo (allora) chiaro su quali strade ogni contrada avesse giurisdizione.
Questo chiarimento sul territorio di competenza aveva fatto sentire le contrade autorizzate a gestire il proprio territorio in modo più autonomo: questue, celebrazioni religiose, feste avevano il loro spazio ben delineato.
Oltre al Palio alla tonda, che andava assumendo la forma attuale, in occasione delle feste rionali per la ricorrenza del Santo patrono della contrada, si era sviluppata la consuetudine di festeggiare con una corsa di cavalli il giorno festivo. Questi palii venivano organizzati anche dai Comunelli dell Masse, le comunità a ridosso della città di Siena, ma che non avevano la cittadinanza senese perché fuori dalle mura.
A questo palio rionale venivano invitate le altre contrade e il premio in palio era molto ricco.
Il 3 agosto 1754 il comunello suburbano di Valli, a sud della città, appena fuori Porta Romana, organizzò una corsa di cavalli in occasione della festa della Madonna delle Nevi e invitò le Contrade. La contrada dell'Aquila conserva ancora il palio vinto.